# Athénée de Luxembourg
Das Athénée de Luxembourg, auch Kolléisch genannt, ist eine weiterführende Schule in der Stadt Luxemburg im Großherzogtum Luxemburg. Lange war sie die einzige Schule im Land, die zum Abitur geführt hat.

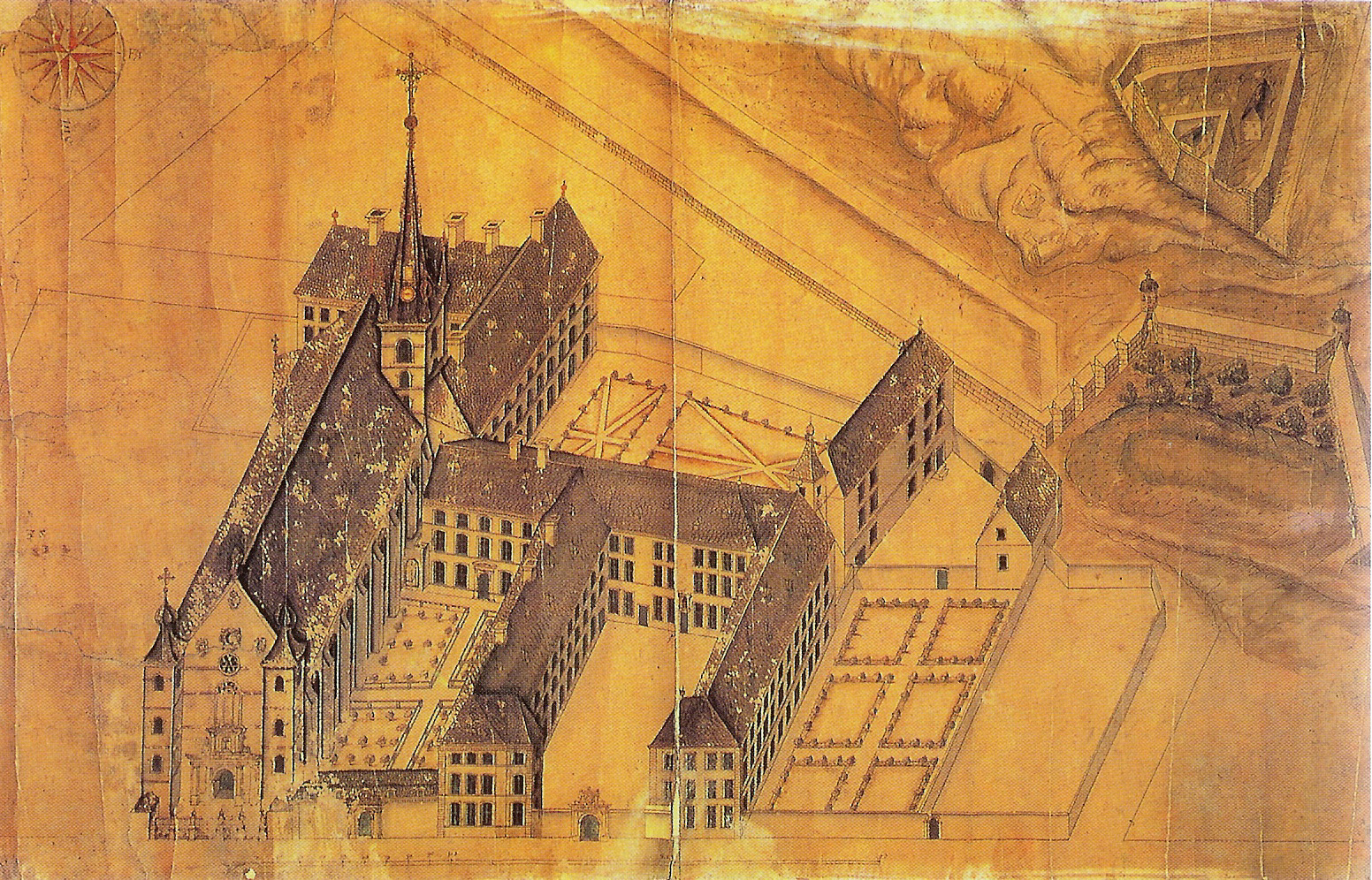
Jesuitenkirche und -kolleg 1686

## Geschichte
Die Schule wurde 1603 als Jesuitenkolleg gegründet. Nach der Abschaffung des Jesuitenordens durch Papst Clemens XIV. im Jahre 1773 ordnete Erzherzogin Maria Theresia von Österreich (Luxemburg war zu dieser Zeit Teil der Österreichischen Niederlande) das Verbot des Ordens auch in ihrem Machtbereich an; die Schule wurde in Königliches Kolleg („Theresianum“) umbenannt und die Jesuiten durch neue Lehrer (oftmals Geistliche aus anderen Orden) ersetzt.
Mit der Besetzung der Festung Luxemburg durch französische Revolutionstruppen im Jahr 1794 wurde die Schule geschlossen. Die Gebäude dienten zunächst als Gefängnis, später als Depot, Kaserne und schließlich als Militärkrankenhaus. In französischer Zeit war Luxemburg Teil des Département des Forêts; die Verwaltung gründete 1802 eine neue Ecole centrale, die 1803/1804 in eine Ecole secondaire umgewandelt wurde und 1805 in die Gebäude des früheren Kollegs einzog. 1808 wurde der Name erneut geändert in Collège Communal.
Nachdem das Großherzogtum Luxemburg 1815 durch den Wiener Kongress wieder unabhängig geworden war, wurde die Schule 1817 erneut umgewandelt in Athénée Royal (Königliches Athenäum, gemeint war der König der Niederlande). Im Laufe des 19. Jahrhunderts wurde durch mehrere Reformen die Ausrichtung der Schule immer wieder geändert, es gab unter anderem naturwissenschaftliche, medizinische und philosophische Zweige; 1892 wurde eine Schule für Wirtschaft und Industrie vom Athenäum abgespalten.
Im CdZ-Gebiet Luxemburg wurde die Schule 1940 in Athenaeum umbenannt und in ein Gymnasium mit Oberschule für Jungen umgewandelt; nach der Befreiung wurde der vorherige Zustand wiederhergestellt und die Schule in Athénée Grand-Ducal umbenannt.
1964 zog die Schule aus den Anfang des 17. Jahrhunderts errichteten Gebäuden in der Luxemburger Altstadt um in neue Gebäude außerhalb des Stadtkerns. In der Folge zogen auch weitere Schulen dorthin und bildeten den Campus Geesseknäppchen. 1968 wurde im Zuge einer Schulreform die allgemeine Koedukation eingeführt. Heute besuchen rund 1300 Schüler das Kolléisch.
Schon Anfang der 2000er-Jahre stellte sich das Gebäude von 1964 als zu klein heraus. Außerdem war es schon seit Jahren renovierungsbedürftig. Im Juni 2011 wurde mit dem Bau eines Provisoriums begonnen, das 2012 fertiggestellt wurde und seit Beginn des Schuljahres 2012/13 genutzt wird. Das Gebäude, das durch seine auffallend farbige Außenfassade besticht, wurde vom Architekturbüro Bruck + Weckerle Architekten entworfen.
Von 2013 bis 2017 wurde das Gebäude von 1964 umfassend renoviert und saniert. Es wurden unter anderem neue Klassenräume geschaffen, die Barrierefreiheit verbessert, die Sanitäranlagen komplett erneuert und der Außenbereich völlig neu gestaltet. Außerdem sind die Energieeffizienz und die Brandschutzmaßnahmen den aktuellen Normen angepasst worden.

## Bekannte Absolventen
- Victor Schily (1811–1875), deutscher Rechtsanwalt, Revolutionär 1848/49
- Johann Peter Klein (1812–1873), luxemburgischer Richter und Politiker, Vizepräsident der Gesetzgebenden Versammlung
- Johann Peters (1831–1897), katholischer Theologe
- Alexander von Roberts (1845–1896), deutscher Schriftsteller
- Joseph Gredt (1863–1940), Benediktiner, Professor für Philosophie am Päpstlichen Athenaeum Sant’Anselmo in Rom
- Robert Schuman (1886–1963), französischer Politiker, einer der Väter der Europäischen Union
- Roger Manderscheid (1933–2010), Autor
- Joseph Kohnen (1940–2015), Philologe
- Paul Scheuer (* 1944), Filmregisseur, Drehbuchautor, Filmschauspieler und Sekundarschullehrer
- Guy Rewenig (* 1947), Autor
- Luc Frieden (* 1963), luxemburgischer Politiker, Premierminister